# Лоткова, Вера Сергеевна
Вера Сергеевна Лоткова (род. 27 августа 1998, Чебоксары) — российская самбистка, чемпионка Европы и мира по спортивному самбо, чемпионка мира по боевому самбо, чемпионка и призёр чемпионатов России, Заслуженный мастер спорта России.

## Биография
Родилась 27 августа 1998 года в Чебоксарах. Воспитанница Чебоксарского училища олимпийского резерва. Тренируется под руководством Сергея Вячеславовича Пегасова.
Начала спортивную карьеру в 2009 году. Трёхкратная чемпионка мира среди девушек (2014, 2015, 2016), чемпионка мира среди юниоров (2017), двукратная чемпионка Европы среди юниоров (2016, 2018).
На российских соревнованиях представляет Чувашию и Приволжский федеральный округ. Является бронзовым призёром чемпионата России 2018 года и серебряным призёром чемпионата России 2019 года.
Член сборной команды России по самбо. Заслуженный мастер спорта России (2021).
В 2019 году выиграла чемпионат и Кубок Европы.

## Основные результаты

### Международные
| Год  | Соревнования                   | Место проведения       | Категория | Результат |
| ---- | ------------------------------ | ---------------------- | --------- | --------- |
| 2014 | Чемпионат мира среди девушек   | Сеул, Республика Корея | до 44 кг  | 1         |
| 2015 | Чемпионат мира среди девушек   | Рига, Латвия           | до 48 кг  | 1         |
| 2016 | Чемпионат Европы среди юниоров | Тулуза, Франция        | до 48 кг  | 1         |
| 2016 | Чемпионат мира среди девушек   | Бухарест, Румыния      | до 48 кг  | 1         |
| 2017 | Чемпионат мира среди юниоров   | Нови-Сад, Сербия       | до 48 кг  | 1         |
| 2018 | Чемпионат Европы среди юниоров | Прага, Чехия           | до 52 кг  | 1         |
| 2019 | Чемпионат Европы               | Хихон, Испания         | до 52 кг  | 1         |

### Национальные
- Чемпионат России по самбо 2018 — ;
- Чемпионат России по самбо 2019 — ;
- Чемпионат России по самбо 2020 — ;
- Чемпионат России по пляжному самбо 2022 — ;
- Самбо на Всероссийской спартакиаде 2022 — ;
- Чемпионат России по самбо 2023 — ;
- Чемпионат России по самбо 2024 — ;